# Mogot

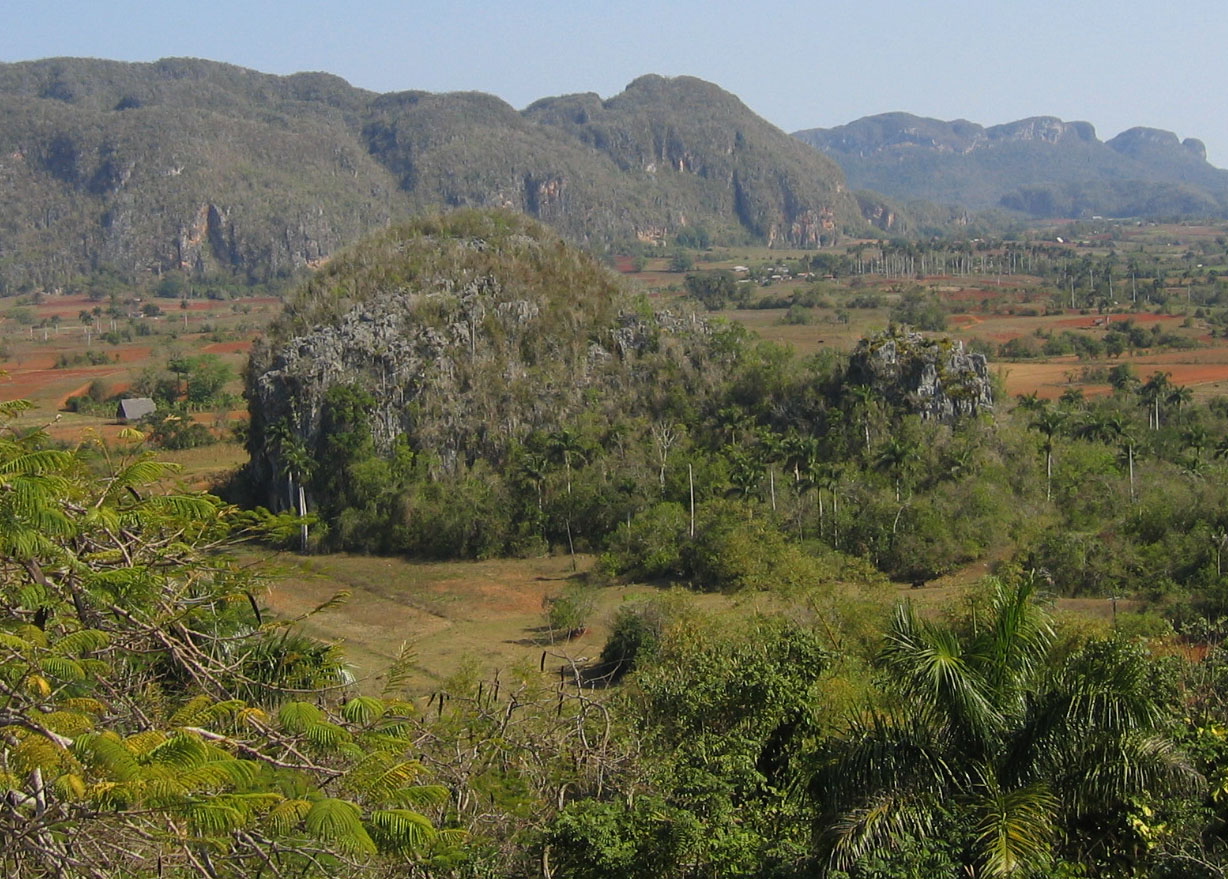
Mogoty w Valle de Viñales (zachodnia Kuba)

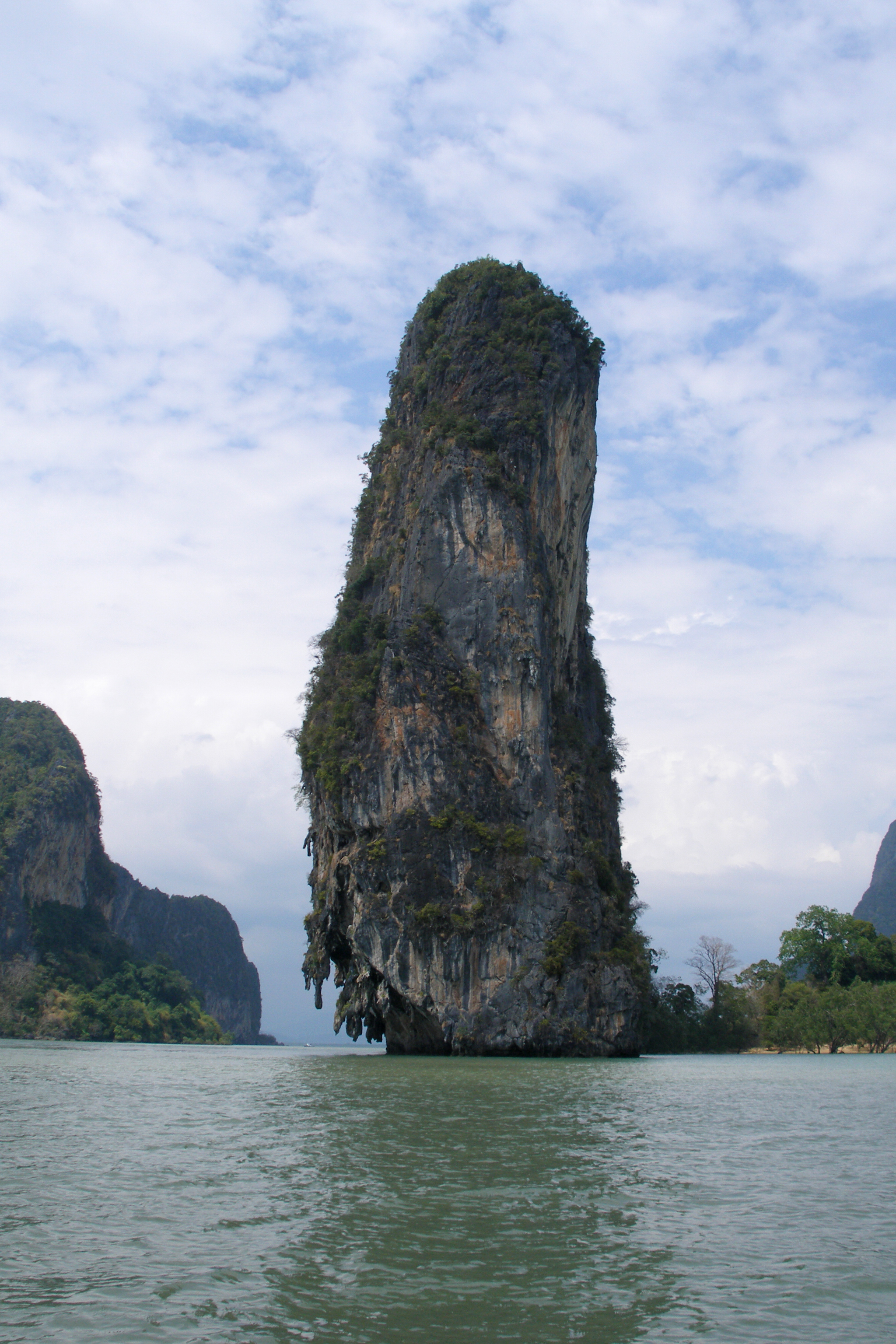
Mogot w zatoce Phang Nga w Tajlandii

Mogot (hum, hom) – ostaniec krasowy,  w postaci izolowanego, zazwyczaj kopułowatego lub stożkowego wzgórza o bardzo stromych, skalistych zboczach, zbudowanego ze skał krasowiejących, które oparły się procesom denudacji. Mają wysokości względne do kilkuset metrów.
Stanowią formę krasu powierzchniowego (tzw. kras wieżowy, kopiasty, stożkowy) charakterystyczną dla stref klimatów tropikalnych i subtropikalnych, odznaczających się wysoką wilgotnością i obfitością opadów (kras tropikalny). W mogotach występują jaskinie.
Przykładowe obszary występowania: aluwialne równiny Kuby (Sierra de los Órganos), południe Chin, Wietnam, Jamajka, Filipiny, (Wzgórza Czekoladowe na wyspie Bohol) . Spotykane są też na Płaskowyżu Ojcowskim.